# Varanus bogerti
Varanus bogerti är en ödleart som beskrevs av Robert Mertens 1950. Varanus bogerti ingår i släktet Varanus och familjen Varanidae. Inga underarter finns listade i Catalogue of Life. Varanus bogerti är uppkallad efter den amerikanska herpetologen Charles Mitchill Bogert.
Artens utbredningsområde är ögrupperna Bismarckarkipelagen och Trobriandöarna som tillhör Papua Nya Guinea.